# Africa (canción)
«Africa» (en español: «África») es una canción interpretada por la banda de rock estadounidense Toto. La canción fue lanzada en su cuarto álbum de estudio Toto IV (1982). También fue publicada como el tercer sencillo del mismo álbum, alcanzando la primera posición en el Billboard Hot 100 en febrero de 1983 y la posición 3 en la UK Singles Chart en ese mismo mes. La canción fue escrita por el tecladista David Paich y el baterista Jeff Porcaro. Paich cantó los versos de la canción, acompañado por Bobby Kimball y Steve Lukather en el coro.

## Vídeo musical
El vídeo musical fue dirigido por Steve Barron. En el vídeo, un investigador en una biblioteca (interpretado por el miembro de la banda David Paich) intenta coincidir un trozo de una imagen de un escudo con el libro del que fue arrancada. A medida que continuaba su búsqueda, una bibliotecaria (Jenny Douglas-Mcrae ) que trabaja en un mostrador cercano le notifica ocasionalmente, mientras que los nativos de la jungla de los alrededores comienzan a acercarse a la biblioteca. Cuando el investigador encuentra un libro titulado África, el nativo arroja una lanza (el escudo que porta el nativo es el mismo de la imagen), derribando montones de libros. África se abre la página desde la que se rasgó la chatarra, pero una linterna cae sobre el libro y le prende fuego, después de lo cual se muestran los anteojos de la bibliotecaria cayendo al suelo. Las escenas se entrecruzan con tomas de un globo giratorio y la banda tocando encima de una pila de libros de tapa dura gigantes, en lo que África es la más alta.
Existen persistentes rumores de que la canción se refiere secretamente a la guerra civil de Rodesia, desde la perspectiva de un soldado de las Fuerzas de Seguridad de Rodesia.
El video presenta a Mike Porcaro en el bajo, reemplazando a David Hungate, quien ya había dejado la banda cuando se estaba grabando el disco. Lenny Castro también aparece en el vídeo tocando percusión.

## Personal
- David Paich: voz principal y coros, sintetizadores y piano.
- Bobby Kimball: coros.
- Steve Lukather: guitarra eléctrica y coros.
- Steve Porcaro: sintetizadores.
- David Hungate: bajo
- Jeff Porcaro: batería, cencerro y gong.

### Personal adicional
- Lenny Castro: congas y sacudidor
- Timothy B. Schmit: guitarra acústica de 12 cuerdas y coros
- Joe Porcaro: marimba
- Jim Horn: flauta dulce

## Versiones
Varios artistas han realizado versiones de la canción, incluyendo Howie Day, Olivia, Tukuleur (versión en francés), SubAudible Hum, Pyogenesis, Andy McKee (versión instrumental), Straight No Chaser, Angel City Chorale, y más recientemente, Weezer, así como Chris de Burgh.

## Lista de canciones

### Versión original (7")

#### Versión estadounidense
| N.º  | Título          | Escritor(es)                  | Duración |  |
| 1.   | «Africa» (Edit) | David Paich, Jeff Porcaro     | 4:20     |  |
| 2.   | «Good For You»  | Steve Lukather, Bobby Kimball | 3:20     |  |
| 7:40 |                 |                               |          |  |

#### Versión europea
| N.º  | Título          | Escritor(es)              | Duración |  |
| 1.   | «Africa» (Edit) | David Paich, Jeff Porcaro | 4:20     |  |
| 2.   | «We Made It»    | David Paich, Jeff Porcaro | 3:58     |  |
| 8:18 |                 |                           |          |  |

### Versión del Past To Present [Africa/Can You Hear What I'm Saying?] (CD Single)
| N.º   | Título                                 | Escritor(es)                                 | Duración |  |
| 1.    | «Africa»                               | David Paich, Jeff Porcaro                    | 4:59     |  |
| 2.    | «Can You Hear What I'm Saying?» (Edit) | David Paich, Jean-Michel Byron, Mike Porcaro | 4:14     |  |
| 3.    | «Georgy Porgy»                         | David Paich                                  | 4:11     |  |
| 4.    | «Waiting For Your Love»                | David Paich, Bobby Kimball                   | 4:13     |  |
| 17:37 |                                        |                                              |          |  |

### Versión re-realizada (CD Maxi Simple)
| N.º   | Título       | Escritor(es)              | Duración |  |
| 1.    | «Africa»     | David Paich, Jeff Porcaro | 4:59     |  |
| 2.    | «We Made It» | David Paich, Jeff Porcaro | 3:58     |  |
| 3.    | «Rosanna»    | David Paich               | 5:32     |  |
| 14:29 |              |                           |          |  |

### Versión del Absolutely Live (CD Maxi Simple)
| N.º   | Título               | Escritor(es)              | Duración |  |
| 1.    | «Africa» (Live edit) | David Paich, Jeff Porcaro | 4:30     |  |
| 2.    | «Africa»             | David Paich, Jeff Porcaro | 4:59     |  |
| 3.    | «Africa» (Live)      | David Paich, Jeff Porcaro | 6:11     |  |
| 15:40 |                      |                           |          |  |

## Listas de popularidad
| Lista (1982-1983)            | Posición |
| ---------------------------- | -------- |
| Billboard Hot 100            | 1        |
| RPM Top 100 Singles          | 1        |
| UK Singles Chart             | 3        |
| Billboard Adult Contemporary | 3        |

## Versión de Weezer
En diciembre de 2017, el usuario de Twitter "@WeezerAfrica", dirigido por Mary Klym, residente de Cleveland, Ohio, de 14 años, tuiteó: "@RiversCuomo, ya es hora de que bendigas las lluvias en África". Después de mucho ir y venir entre Mary y el baterista de Weezer, Patrick Wilson, la banda lanzó una versión de "Rosanna", una canción diferente de Toto, con el fin de trollear a Klym y aquellos que clamaban por una versión de "Africa".
Weezer finalmente lanzó "Africa" el 29 de mayo de 2018. Fue el primer éxito de Hot 100 de la banda desde "(If You're Wondering If I Want You To) I Want You To" en 2009. "Africa" alcanzó el número 51 en la lista Hot 100 y alcanzó el puesto número uno en la lista de canciones alternativas de Billboard en agosto de 2018, convirtiéndose en el primer sencillo número uno de la banda desde "Pork and Beans" en 2008.
Weezer lanzó una edición limitada de vinilo de 7 pulgadas en julio de 2018 y se vendió exclusivamente a través de Urban Outfitters. La edición se limitó a 1500 copias, con "Africa" como cara A y "Rosanna" como cara B. La portada presenta un fondo de hojas de palmera con el tuit que inspiró la canción en el centro de la portada.
Poco después del lanzamiento de la canción, Weezer apareció en Jimmy Kimmel Live! junto con el tecladista Steve Porcaro de Toto para promover el sencillo. Toto respondió el 9 de agosto de 2018 con el lanzamiento de una versión del sencillo "Hash Pipe" de Weezer en 2001, después de debutarlo en un concierto una semana antes.
Weezer lanzó un video musical de su versión de "Africa" en septiembre de 2018, diseñado como una parodia del video de su sencillo anterior "Undone - The Sweater Song". Los suplentes de los miembros de la banda interpretan la canción en un escenario de sonido, con "Weird Al" Yankovic reemplazando al cantante/guitarrista Rivers Cuomo, con los miembros de su banda reemplazando a Weezer. Yankovic había aparecido previamente en el escenario durante la gira de la banda para tocar "Africa" con ellos.

### Posicionamiento en listas
| Lista (2018)                                  | Posiciones |
| --------------------------------------------- | ---------- |
| México Ingles Airplay (Billboard)             | 42         |
| Estados Unidos (Billboard Hot 100)            | 51         |
| Estados Unidos (Adult Contemporary)           | 19         |
| Estados Unidos (Adult Top 40)                 | 3          |
| Estados Unidos (Hot Rock & Alternative Songs) | 5          |
| Estados Unidos (Mainstream Top 40)            | 26         |